# Claes Carbonnier
Claes Cecil Carbonnier, född den 2 april 1912 i Eksjö, död den 15 juli 1961, var en svensk diplomat och byråchef. 
Claes Carbonnier var son till jägmästare Henrik Carbonnier och friherrinnan Elisabeth Magdalena De Geer af Finspång. Han tog juristexamen 1935. Han påbörjade sin tjänstgöring på Utrikesdepartementet 1935. Han tjänstgjorde i Riga, Reval och Kaunas 1936, i Berlin 1938 och i Paris 1938. Han fortsatte sin tjänstgöring som andre vicekonsul i New York 1939, förste legationssekreterare i London 1943, förste sekreterare på Utrikesdepartementet 1945, förste legationssekreterare i Haag 1947 och byråchef på utrikesdepartementet 1949. Han var därefter ersättare på FN:s ekonomiska och sociala råd 1951. Claes Carbonnier var Sveriges representant då Sverige ratificerade FN:s flyktingkonvention den 26 oktober 1954 och vid inrättandet av Internationella domstolen i Haag den 6 april 1957. 
Claes Carbonnier gifte sig med Astrid Broms 1947. Han är begraven på Kviinge kyrkogård.